# Sterren op de Dansvloer
Sterren op de Dansvloer is de Vlaamse versie van het dansprogramma dat eerder al door de BBC als Strictly Come Dancing en in de Verenigde Staten door ABC als Dancing with the Stars werd uitgezonden. De Nederlandse versie heet ook Dancing with the Stars.
Acht bekende Vlamingen brengen samen met hun dansleraar of danslerares verschillende dansstijlen voor een livepubliek. Dit kan gaan van Weense wals tot de rumba, de paso doble en de samba. Aan het einde van de dans worden de koppels beoordeeld door de jury bestaande uit vier personen. De kijker kan via sms of telefoon zijn/haar stem uitbrengen. Bij het einde van de aflevering wordt bekendgemaakt wie de wedstrijd moet verlaten.
Ondanks enkele kritieken haalt het programma meer dan 1.100.000 kijkers (marktaandeel: +45%). Daarmee had VTM een sterke positie uitgebouwd op vrijdagavond.
De muziek werd verzorgd door een liveband, o.l.v. Steve Willaert. VTM maakte 5 seizoenen van de reeks.
In 2018 kondigde zender VIER een nieuwe reeks aan. Deze reeks zou Dancing with the Stars heten zoals de Amerikaanse variant.
In 2024 werd aangekondigd dat het programma in het voorjaar van 2025 zou terugkeren op VTM, maar onder de gelijknamige naam van de reeks die liep op Play4 tussen 2018 en 2021; Dancing with the Stars.

## Sterren op de Dansvloer

### Presentatie
| Presentator          | Seizoen 1 | Seizoen 2 | Seizoen 3 | Seizoen 4 | Seizoen 5 |
| -------------------- | --------- | --------- | --------- | --------- | --------- |
| Jacques Vermeire     |           |           |           |           |           |
| Francesca Vanthielen |           |           |           |           |           |
| Kürt Rogiers         |           |           |           |           |           |

### Juryleden
| Jurylid            | Seizoen 1 | Seizoen 2 | Seizoen 3 | Seizoen 4 | Seizoen 5 |
| ------------------ | --------- | --------- | --------- | --------- | --------- |
| Anouchka Balsing   |           |           |           |           |           |
| Jan Geerts         |           |           |           |           |           |
| Davy Brocatus      |           |           |           |           |           |
| Ronny Daelemans    |           |           |           |           |           |
| Dina Tersago       |           |           |           |           |           |
| Euvgenia Parakhina |           |           |           |           |           |

### Overzicht van alle seizoenen
| Seizoen | Aantal sterren | Aantal weken | Plekken                                   | Plekken                              | Plekken                               |
| ------- | -------------- | ------------ | ----------------------------------------- | ------------------------------------ | ------------------------------------- |
| Seizoen | Aantal sterren | Aantal weken | Winnaar                                   | Tweede                               | Derde                                 |
| 1       | 8              | 8            | Dina Tersago & Wim Gevaert                | Natalia Druyts & Pascal Maassen      | Gilles De Bilde & Martine Jottay      |
| 2       | 8              | 8            | Pieter Loridon & Daisy Croes              | Cathérine Moerkerke & Pascal Maassen | Marlène de Wouters & Arend Vandevelde |
| 3       | 10             | 10           | Anthony Arandia & Leila Akcelik           | Tiany Kiriloff & Guy Jottay          | Martine Jonckheere & Arman Eranosjan  |
| 4       | 10             | 10           | Louis Talpe & Leila Akcelik               | Kevin Janssens & Martine Jottay      | Sonja Kimpen & Arman Eranosjan        |
| 5       | 10             | 10           | Kevin van der Perren & Charissa van Dipte | Eline De Munck & Arman Eranosjan     | Lucas Van den Eynde & Leila Akcelik   |

## Trivia
- Indien een van de overgebleven sterren zich ernstig blesseert, schrijven de regels voor dat de laatste afvaller zijn plaats op de dansvloer inneemt.